# کشتار نسل‌کشی
کشتار نسل‌کشی (انگلیسی: Genocidal massacre) بنا بر تعریف لئو کوپر (۱۹۰۸–۱۹۹۴) برای توصیف حوادثی معرفی شد که دارای مولفه نسل‌کشی هستند اما در مقایسه با نسل‌کشی‌هایی مانند نسل‌کشی رواندا در مقیاس کوچکتر انجام می‌شوند.